# Јован Поповић
Јован Поповић (Кикинда, 18. новембар 1905 — Београд, 13. фебруар 1952) био је песник и књижевник, учесник у НОБ-у од почетка оружаног устанка у Србији.

## Биографија
Одрастао је у образованој апотекарској породици у Кикинди, где је и започео школовање на мађарском и немачком језику. По завршетку Првог светског рата, наставио је школовање на српском језику. 1923. године, у Кикинди је завршио гимназију. Потом је у Београду уписао Филозофски факултет, где је студирао филозофију и упоредну књижевност. Слабо здравље, мајчина смрт и материјални разлози утицали су да напусти студије. Вратио се у Кикинду и радио у породичној апотеци.
У раној фази свог песничког рада био је под утицајем експресионизма, средином 20-их година припадао је групи београдских неоромантичара који су били изданак левог експресионизма. Раскид с младалачком солипсистичком лириком почиње код њега Књигом другова (1928), чији је био један од уредника и због које је изведен пред суд. У затвору је провео 6 месеци, а након изласка из затвора, отишао је у Београд. Запослио се у Нолиту. Песник се окреће савременом животу, своју поезију ставља у службу радничке класе и њених револуционарних циљева. Искреност уверења остаје ипак у његовим стиховима површна, декларативна, порука једносмерна. У песмама насталим у току НОБ-а налазимо исте врлине и мане као у ранијим социјалним песмама: страсно опредељење за идеју, али и недовољну савладаност израза, вербализам, патетику. По темпераменту, Поповић није био борбен дух, него благ и нежан лирик, с нечим од мекоће и осећајности својствених поезији Милоша Црњанског. Највише свежине и доживљености има у песмама инспирисаним завичајним мотивима, у којима се осећа одјек гласова из детињства, а боје и звуци родне равнице изазивају носталгичне чежње.
Значајнији је његов приповедачки рад. Две предратне збирке Јована Поповића, Реда мора да буде (1932) и Лица у пролазу (1941), откривају приповедача од талента. У њима је приказао паланачки свет Војводине, слике су осенчене његовим властитим сећањима o детињства и младости. Из завичајности потиче мека лирска нота, која чини главно обележје тих приповедака, њихов основни квалитет.
Најзначајнија му је трећа књига приповедака, Истините легенде (1944). Наслов открива њен смисао: она садржи приче о истинитим догађајима и истинитим личностима, о подвизима у НОБ-у који су се одиста одиграли али који толико прелазе границе уобичајеног да више личе на легенде него на истините историје. Основни поступак је хроничарско-мемоарски, аутор заузима позицију непристрасног сведока, летописца заокупљеног тиме да спасе од заборава примере храбрости обичних људи, бораца револуције. Тај објективни, епски тон одваја ове ратне хронике од субјективно, поетски обојене прозе ранијих књига.
Оженио се 1931. године Драгицом Витоловић, која се потом 1936. удала за Воју Срзентића.
Уређивао је лист Стожер, био један од покретача Недељних информативних новина (НИН), сарађивао са часописима Наша стварност, Наш живот, Живот и рад, Уметност и критика. Током Другог светског рата уређивао је часопис Посавски партизан.
По завршетку рата, остао је да ради у Београду. Учествовао је у обнављању Летописа Матице српске. Такође је био један од покретача часописа Наша књижевност и председник Удружења књижевника Србије.
За дописног члана САНУ изабран је 14. новембра 1950.
Умро је 13. фебруара 1952. године у Београду. Сахрањен је у Алеји великана на Новом гробљу у Београду. По њему носи назив десетак основних школа у Србији и Градска библиотека у родној Кикинди.

## Галерија
- Споменик у центру Кикинде
- Гроб у Алеји великана
- Гроб у Алеји великана
- Биста Јована Поповића - Основна школа у Сусеку